# Bristol (Rhode Island)
Bristol és una població dels Estats Units a l'estat de Rhode Island. Segons el cens del 2000 tenia 22.469 habitants.

## Demografia
Segons el cens del 2000, Bristol tenia 22.469 habitants, 8.314 habitatges, i 5.653 famílies. La densitat de població era de 858,1 habitants per km².
Dels 8.314 habitatges en un 28,2% hi vivien nens de menys de 18 anys, en un 54,8% hi vivien parelles casades, en un 10,1% dones solteres, i en un 32% no eren unitats familiars. En el 26,3% dels habitatges hi vivien persones soles l'11,9% de les quals corresponia a persones de 65 anys o més que vivien soles. El nombre mitjà de persones vivint en cada habitatge era de 2,45 i el nombre mitjà de persones que vivien en cada família era de 2,99.
Per edats la població es repartia de la següent manera: un 19,6% tenia menys de 18 anys, un 13,8% entre 18 i 24, un 27% entre 25 i 44, un 22% de 45 a 60 i un 17,7% 65 anys o més.
L'edat mediana era de 38 anys. Per cada 100 dones de 18 o més anys hi havia 90,4 homes.
La renda mediana per habitatge era de 43.689$ i la renda mediana per família de 54.656$. Els homes tenien una renda mediana de 37.587$ mentre que les dones 26.413$. La renda per capita de la població era de 21.532$. Aproximadament el 5,2% de les famílies i el 8,1% de la població estaven per davall del llindar de pobresa.

## Poblacions més properes
El següent diagrama mostra les poblacions més properes.